# Municipio de San Juan Bautista Guelache
El municipio de San Juan Bautista Guelache (del náhuatl: guelpa, lachi ‘milpa, llano’‘Milpa de llano’) es uno de los 570 municipios que conforman al estado mexicano de Oaxaca. Pertenece al distrito de Etla, dentro de la región valles centrales. Su cabecera es la localidad de San Juan Bautista Guelache.

## Geografía
El municipio abarca 50.63 km² y se encuentra a una altitud promedio de 1740 m s. n. m., oscilando entre 3000 y 1600 m s. n. m.

## Demografía
De acuerdo al último censo, realizado por el INEGI en 2010, en el municipio habitan 6287 personas, repartidas entre 9 localidades.